# Archibald Pitcairne
Archibald Pitcairne ou Pitcairn (25 décembre 1652-20 octobre 1713) est un médecin écossais. Il fut aussi un poète qui étudie d'abord le droit à Paris et à Édimbourg où il obtient une maîtrise en 1671. Il porte son attention vers la médecine et commence à exercer dans cette ville vers 1681. Il est nommé professeur de physique à Leyde, en 1692, démissionnant de sa chaire. De retour à Édimbourg, cependant, vers 1693, il est soupçonné d'être athée dans l'âme, principalement à cause de sa moquerie de la rigueur puritaine de l'église presbytérienne. Il est l'auteur réputé de deux ouvrages satiriques, "l'Assemblée, ou la réforme écossaise : une comédie,' 1692, et Habel, un poème satirique,' 1692. Il écrit également  un certain nombre de vers latins. Il est l'un des médecins les plus célèbres de son temps.

## Jeunesse
Pitcairne est né à Édimbourg, en Écosse. Après avoir obtenu une formation classique à l'école de Dalkeith et entre à l'Université d'Édimbourg en 1668 et obtient son diplôme de maîtrise en 1671. Après avoir été envoyé en France pour des raisons de santé, il va à Paris pour commencer l'étude de la médecine, et après des cours, il obtient en 1680 le diplôme de docteur en médecine à l'Université de Reims.

## Pratique privée et poste académique
Il commence à pratiquer à Édimbourg et est nommé l'un des trois professeurs de médecine au Collège royal des médecins d'Édimbourg en 1685. En peu de temps, il acquiert une si grande réputation qu'en 1692, il est nommé à la chaire de pratique de la médecine à l'Université de Leyde. Parmi ses élèves se trouvent Richard Mead et George Cheyne (en) et tous deux attribuent une grande partie de leurs compétences à ce qu'ils ont appris de Pitcairne. Pendant le séjour de Pitcairne à Leyde, on pense également qu'il a enseigné au grand médecin néerlandais et "père de la physiologie" Herman Boerhaave.
En 1693, Pitcairne retourne en Écosse pour épouser une fille de Sir Archibald Stevenson, un éminent médecin d'Édimbourg. La famille s'oppose à ce qu'elle parte à l'étranger, il n'est donc pas retourné à Leiden, mais s'installe une fois de plus à Édimbourg. Il devient le premier médecin d'Écosse et est fréquemment appelé en consultation en Angleterre et aux Pays-Bas.

## Études anatomiques

Opuscula medica, 1716

Peu de temps après son retour à Édimbourg, Pitcairne fait une offre au conseil municipal qui le verrait, ainsi que certains de ses collègues, soigner gratuitement les pauvres à l'hôpital de Paul's Work au pied de Calton Hill. En retour, il demande qu'il puisse disséquer les corps de ceux qui sont morts à l'hôpital et qui n'ont pas été réclamés par leurs proches, et qui doivent être enterrés aux frais de la ville. Alors que certains chirurgiens d'Édimbourg s'opposent fermement à l'arrangement, le conseil municipal accepte finalement l'offre de Pitcairne, ce qui donne un premier coup de pouce à l'enseignement de la médecine à l'Université d'Édimbourg.
Les opinions médicales de Pitcairne sont principalement contenues dans un volume de Dissertationes medicae qu'il publie en 1701 (2e éd. 1713). Pitcairne est un ami proche du mathématicien David Gregory, avec qui il écrit des articles mathématiques, qui à son tour éclairent son hypothèse selon laquelle la physique newtonienne décrit plus précisément les fonctions corporelles que l'équilibre des humeurs. Les Dissertationes s'appuient sur cette idée et discutent de la circulation du sang dans les petits vaisseaux, de la différence de quantité de sang contenue dans les poumons des animaux dans l'utérus et des mêmes animaux après la naissance, des mouvements par lesquels la nourriture devient apte pour fournir le sang, la guérison des fièvres en évacuant les médicaments, les effets des acides et des alcalis en médecine, et la question des inventeurs en médecine (il soutient l'affirmation selon laquelle William Harvey a découvert la circulation du sang, plutôt qu'Hippocrate). Sa défense de cette nouvelle théorie «iatromécanique» de la physiologie joue un grand rôle dans ses nominations professorales à Édimbourg et Leyde. Il correspond occasionnellement avec Isaac Newton lui-même et lui rend visite lors de son voyage à Leyde en 1692.

## Écrits
Pitcairne est un bon érudit classique et écrit des vers latins, parfois avec quelque chose de plus qu'une simple intelligence et habileté imitatives. Il est le co-auteur d'une comédie, The Assembly, or Scotch Reformation, initialement intitulée The Phanaticks (1691) et d'un poème satirique Babel, contenant des croquis pleins d'esprit d'éminents théologiens presbytériens de l'époque, qui, comme un Jacobite avoué, il le détestait fortement.

## Croyances et vie privée
Il est enclin à des plaisanteries irrévérencieuses et grivoises, et acquiert ainsi la réputation d'être un incroyant et un athée, bien qu'il soit un déiste. Les histoires sur son ivrognerie sont probablement exagérées. Il est impliqué à plusieurs reprises dans de violentes querelles avec ses confrères médecins et d'autres, et une ou deux fois il a des démêlés avec le gouvernement à cause de ses déclarations politiques imprudentes.
Parmi ses amis, cependant, il est évidemment très apprécié, et il est connu pour avoir agi avec une grande gentillesse et générosité envers des hommes méritants qui avaient besoin de son aide. Thomas Ruddiman, le savant écossais, par exemple, est sauvé d'une vie d'obscurité par ses encouragements et son aide. Mead, lui aussi, semble n'avoir jamais oublié ce qu'il devait à son ancien professeur.
Lorsqu'un fils de Pitcairne participe au soulèvement jacobite de 1715 et est ensuite condamné à mort, il est sauvé par l'intervention de Mead avec Robert Walpole. Il plaide, très astucieusement, que si la santé de Walpole a été améliorée par l'habileté de Mead, ou si des membres de la famille royale ont été préservés par ses soins, c'était grâce à l'instruction qu'il a reçue du docteur Pitcairne.
Pitcairne est décédé à Édimbourg le 20 octobre 1713, à l'âge de 60 ans. Il a été un grand collectionneur de livres, et sa bibliothèque, dont on dit qu'elle était d'une valeur considérable, est, sous l'influence de Ruddiman, vendue à Pierre le Grand de Russie.
Il est enterré à Greyfriars Kirkyard avec sa femme Elizabeth Stevenson (décédée en 1734) et ses filles. La tombe se trouve dans la section sud connue sous le nom de prison des Covenanters.
Une deuxième fausse tombe (plus publique) existe dans la section la plus au nord du cimetière, érigée par le Dr Andrew Duncan.